# 朝凪のアクアノーツ
『朝凪のアクアノーツ』（あさなぎのアクアノーツ）は2008年4月25日にFizzより発売された18歳未満購入禁止のパソコン用美少女ゲームソフト（アダルトゲーム）。

## 概要
パートナーブランドの一つであるFizzの第3作となる恋愛アドベンチャーゲームで主要なヒロインの数は4人。製作スタッフは2007年3月23日発売の第2作『ましろぼたん』とほぼ同一。第一作目の『恋もも』が春、『ましろぼたん』が冬を舞台とした作品であったのに対し、本作は夏を舞台とした作品となっている。
前2作はどちらも主題歌ボーカルは佐倉紗織が担当していたのに対し、今作はメインヒロイン「朝凪深緒」のキャストと、主題歌ボーカルを榊原ゆいが担当している。ゲームの発売に先行して、オープニングテーマソング「Aqua Voice」とゲーム中のBGMのうち、『月明かりの浜辺』『アクアリウム』『まったり気分』の3曲が収録されたマキシシングルが2007年10月26日に発売された。エンディングテーマソングシングル「Blue eyes」と、ゲーム中のBGMを収録したサウンドトラックは2008年5月30日に発売。また、登場人物の「慧本友里子」「メリエル・リビングストン」「朝凪深緒」のイラストを使用した抱き枕カバーもリリースされている。
タイトルのアクアノーツ(aquanauts)とは本来「海中基地に滞在する潜水技術者、海底調査員」の意味だが本作では「海中散歩者」という意味で用いられている。
2008年8月開催の「コミックマーケット74」では「メリーのアホの子CD」「Fizz壁紙集C74（CD-ROM）」「キーホルダー」「Tシャツ」「ペーパーバッグ」がセットになった「FizzセットC74」が販売された。
2008年10月31日には秋を季節背景としたオリジナルドラマCDも発売される。
2010年3月26日には、同年3月31日をもって初回版がロットアップすることが発表された。
2010年7月9日には、同年9月24日に廉価版が発売されることが発表された。

## あらすじ
6月30日の夜。人口9000人ほどの海辺の小さな町「白浜町」に暮らす少年「慧本亜樹」はある夜、海岸で美しい歌声を耳にする。声の主を辿っていくとそこにいたのは音痴であることで有名なはずのクラスメートの少女「朝凪深緒」だった。その翌日、亜樹は深緒に校舎裏へ呼び出される。すると深緒はどこからともなく金属製のハンマーを取り出し、亜樹の頭を殴りつけてきたのだった。
実は深緒の正体は海からやってきた人魚であり、亜樹に自分の正体を気付かれたと思い込んでその記憶を消去しようとしていたのである。実際には亜樹はその事実に気付いてはいなかったのだが、深緒が亜樹のことを不必要に警戒して付けまわしているうちに、亜樹は本当のことを知ってしまう。深緒は魔法のハンマーで再び亜樹の頭を殴り、記憶を消そうとするが、なぜか効果が現れない。正体を隠しておけなくなった深緒は亜樹に「人魚であることを周りの人間に知られないように自分に協力しろ」と言い放つ。

## 登場人物

### メインキャラクター
慧本 亜樹（えもと あき）
本作の主人公。「白浜町」にある「白浜学園」の2年男子生徒。学園から少し離れたところにある「海神（わだつみ）神社」に双子の姉・友里子と母・向日葵の3人暮らしで、父親はいない。以前は母と友里子と3人で神奈川県の都市部に住んでおり、白浜町には祖父が他界した2年前から暮らしている。視力が低いわけではないのだが、女顔で双子である姉とよく間違えられるため、ダテ眼鏡を着用。部活にも入らず毎日をただのんびりと暮らしている。友里子に対して勉強、ゲームといった勝負事に弱く、それに関して頭が上がらない。元々は泳ぎが好きだったが、6歳の頃海で溺れたことにより水恐怖症となり、何年もの間泳ぐことが出来ない。オカルト好きで、本人曰く子供の頃からそういった超常現象を扱う番組や雑誌（本人曰く有名な『ムー』ではなく、その低年齢版の『マヤ』派）を好んで観ている。嫌いな物は紅生姜。
朝凪 深緒（あさなぎ みお）
声：榊原ゆい
1学期の初め（5月）に亜樹のクラスに入ってきた転校生。7月7日生まれ。コーラス部に所属しているが、極度の音痴であり、かつて行われた学内コンサートでは強烈なハウリングを発生させ、聴衆を気絶させたことがある。そのため、以後歌の話題を彼女とすることはタブーになっている。美しい外見に反して、気が強く偏屈な上、無愛想な性格であるため、友人は少ない。また、すぐに手が出るなどやや粗暴な性格で、特に総一郎はよく文字通りの鉄拳制裁を喰らっている。食べ物の好き嫌いはあまり無いが、正体が人魚ということもあってか魚料理だけは苦手で、金魚と世間話をしていたり、刺身を食べたいと言った主人公を変態呼ばわりしたり、野蛮人扱いしたこともある。好物は美幸曰くわらび餅。自身も人魚（妖怪）でありながら、妖怪やお化けの類いは大の苦手。
彼女の正体は「セイレン」と呼ばれる人魚であり、海中に栄える王国「アクア・マリナ」の次期女王候補でもある。地上で行方をくらましてしまった当代の女王を探すために白浜町にやってきた。水に濡れると人魚の姿に戻ってしまう（下半身が魚になってしまう）ため、万一に備えスカートの下には何も着けておらず、また、いつも普通の靴ではなくビーチサンダルを履いている。同様の理由から、常にチョーカー型の魔法のハンマーを常備しており、正体を目撃した者をハンマーで殴る形で記憶を消してきた。しかし、ドジを踏んでしょっちゅう人魚の姿に戻るため、亜樹から「よく今までばれなかったな」と呆気に取られている。なお正体を隠すために水泳の授業は見学扱いにしてもらっており、水を掛けられるのをひどく恐れている。
また、小鳥遊 美幸とは親友であり、小鳥遊家に居候している。
小鳥遊 美幸（たかなし みゆき）
声：安玖深音
白浜学園1年の女子生徒で、亜樹の後輩。白浜町の温泉旅館「海賓荘」の女将の娘。深緒と同じコーラス部に所属しており、その歌声は評判が良い。深緒の唯一無二の親友でもあり、学年の違いを気にせず互いに「深緒ちゃん」「美幸」と呼び合い、敬語も使っていない。亜樹に対して片思い中であり、毎日のように彼に弁当を作ってきてくれるのだが、しょっちゅう料理を炭化させるなど料理の腕前はイマイチ。家族の一部はその過程から、人魚を神のように崇めている節があり、深緒を小鳥遊家に滞在させている（深緒自身は優遇的な扱いは望んでいない模様）。つまり、深緒が人魚であることを知っている人物である。自身のルートでは亜樹の告白を受けた直後に思わぬトラブルに見舞われることになる。
慧本 友里子（えもと ゆりこ）
声：青山ゆかり
亜樹の双子の姉で、ユリという愛称で呼ばれている。亜樹の隣のクラスに所属。2人は異性一卵性双生児であり、互いに顔が瓜二つである。だらしなくいい加減な弟とは対照的に、成績優秀で弓道部のエースでもあり料理も得意である他、テレビゲーム（FPS）のテクニックも亜樹より高い。口うるさいところもあるがなんだかんだと言って亜樹のことは気に入っており、よく抱きつく。というよりブラコンの気があり、彼によってくる女子（特に深緒）を目の敵にしている。責任感が強く、町で開催される「白浜七夕祭り」の実行委員長を務める予定。
白玉 かなか（しらたま かなか）
声：木村あやか
亜樹が街中で偶然出会った謎の少女。真夏だというのに振袖を着て和傘を差しながら町内を徘徊している。その幻想的な様子から、最初は亜樹たちから「幽霊少女」と呼ばれていた。実際に彼女のような人物が昔から出没するという都市伝説がある。極度に無表情で何を考えているのかわからず、時折相手の都合を考えない発言をする。アイスクリームが好物らしい。後に美幸のクラスに転入してくる。友里子からは「かなかな」と呼ばれている。

### サブキャラクター
メリエル・リビングストン(Meriel Livingstone)
声：金松由花
亜樹のクラスメートであるイギリス人の少女。長い本名を周囲に覚えてもらえず、1人称及び愛称がメリーとなっている。友里子と同じ弓道部に所属しているが本番に弱く、試合ではいい結果を残せていない。性格はいいが、学校の勉強を苦手としており、友里子らからも「アホの子メリー」と呼ばれている。ずっと日本で暮らしてきたため日本語しか話せない。嫌いな食べ物はグリーンピース。
メインシナリオではヒロインではないが、公式サイトの人気投票ではメインヒロインたちを抜いて1位となっている。またとある選択肢ではゲームがエンディングを迎え、さらにそのクリア後のおまけとして、それ以降の彼女とのHシーンの短編が追加される。
慧本 向日葵（えもと ひまわり）
声：羽高なる
亜樹と友里子の母親で「海神神社」の神主兼巫女。シングルマザーであり、未婚。二児の母とは思えないほどかなり若作り。神主になる以前は看護師として働いており、亜樹たちに対しやや過保護で心配しすぎるところがある。料理が全くできず、いつも娘の友里子にまかせっきり。おっとりした性格だがスプラッター映画やホラー映画が好きという一面もある。なお、彼女の夫（つまり亜樹たちの父親）は不明であるが、友里子ルートにて意外な人物だったことが判明する。
高本 総一郎（たかもと そういちろう）
声：島田友樹
亜樹のクラスメートで男友達。通称「イチロー」。夏休みに向けて彼女を作りたいと思っている。趣味はプラモデル作り。生まれたときからずっと白浜町で暮らしている。デリカシーに欠ける一面があり、深緒の学内コンサートの惨事の後でそのことを本人に向かって話したり、生理で水泳の授業を休む理由を深緒本人に尋ねては鉄拳制裁を喰らってのびており、以後深緒を若干恐れている。
磯乃 太平（いその たいへい）
声：原田友貴
亜樹がよく訪れる甘味処（和風喫茶店）「夏椿」の店長。『サザエさん』の大黒柱と名前が良く似ているため、町内では割と有名。気さくで話しやすい性格で亜樹にとっては年の離れた兄のような存在。亜樹と会う度「誰だっけ?」ととぼける。妻は隣の市の雑誌社に勤務するキャリアウーマン。「ハチ」という名の犬を飼っている。
磯乃 珠美（いその たまみ）
声：渋谷ひめ
太平の娘。父親の名前の影響で、周囲からは「ワカメちゃん」と呼ばれているが、本人はそう呼ばれることが好きではない。亜樹や深緒たちとも仲良しで、亜樹のことを「あーくん」と呼ぶ。その無垢な性格ゆえ本人は気にしていないが、彼女も深緒が人魚である事を知っている、数少ない人物である。
松木（まつき）
声：櫻井ありす
コーラス部の部長である女子生徒。3年生で美幸と深緒の先輩。大雑把でいい加減な性格で時折良くない暴走をして後述の竹内にツッコまれている。顔にそばかすがある。美幸のことを「みゆきち」と呼ぶ（「みゆきちゃん」が次第に端折ったものらしい）。深緒のことは「深緒っち」と呼んでいる。
竹内（たけうち）
声：逢川奈々
松木と仲が良いコーラス部の女子部員。同じく3年生。美幸と同様世話好きな性格だが、若干妄想癖がある。眼鏡をかけている。美幸ルートの美幸の説明によれば、家が学園に近いからと言う理由でよく美幸や深緒が水をやっている花に水をやっている。
会沢 理（あいざわ おさむ）
声：こんつ
太平の友人である大学講師の男性。以前町で暮らしており、向日葵とは竹馬の友である。
セレナ(Serena)
声：楠鈴音
深緒が探していた現「アクア・マリナ」の女王その人。彼女と深緒との本当の関係は、やはり深緒ルートで判明する。
朝倉　美智(あさくら　みち）
クラスメートの女子生徒。出席番号1番。通称「女子A」。クラスで一番の巨乳として知られる。本編で実家は商店街で「朝倉雑貨店」という雑貨店を営んでいることが判明する。後述の別府と仲が良い。
別府（べっぷ）
通称「女子B」。主人公の独白曰く、ドリルヘアーの髪型のクラスメートの女子生徒。その個性的な外見と「ですわ」口調からクラスではかなり目立つ存在らしい。
小鳥遊 孝志（たかなし たかし）
美幸の父親。海賓荘のオーナー。一人称は「僕」。娘と仲が良い。美幸と同じく、深緒の正体を知っている数少ない人間の一人。深緒からは「孝志おじさん」と呼ばれている。
白玉 達治（しらたま たつじ）
白浜学園の前理事長。地元の名士「白玉家」の現当主。この度彼がスポンサーとして後述の白浜七夕祭りに資金援助することが決まったことから、急遽祭りの復活が決まった。

## 用語
詳細は公式サイトの特集ページおよび体験版を参照。
白浜町（しらはまちょう）
本作のメインの舞台。とある県（本編の亜樹の独白中の「県大会」というセリフから判明）にある田舎町。人口約9000人。主要産業は漁業と温泉や白い砂浜などの観光業。特に砂浜は有名で、夏場には多くの海水浴客が訪れる。海沿いにある町で高齢化が著しい。田舎町ということもあってか高い建物は少なく、目立つのは駅と学園くらい。鉄道や駅はあるものの、ゲームセンターなどの若者の遊び場も少なく、観光ホテルのゲームコーナーが事実上のゲームセンター代わりという土地柄。また人魚に関する伝説が多く伝わっていることでも知られる。
白浜学園
亜樹やヒロインたちが通う男女共学の私立校。本編の一昨年前に創立100周年を迎えた。元々は明治時代の後期に、当時の地元名士であった白玉家によって、隣接する海神神社の敷地を譲り受ける形で初代の校舎が建設された。制服はいずれも白で男子はブレザー、女子はセーラー服。ネクタイの色は2年生は黄色、1年生は水色、3年生はピンク。校則でアクセサリーの着用が禁止されているが、深緒だけは再三の指導に従わず、教師もあきらめてしまったため、事実上黙認されている。校舎の裏手には林があり、林道を進むと海神神社の敷地内にある「秘密の入江」に出る。主人公曰く元々は海神神社の社有林だったらしい。本編の友里子の解説によれば、神社と学園は隣り合った土地にある。
海神神社（わだつみじんじゃ）
亜樹の実家。長い歴史を誇る由緒正しい神社で、町の代表的な観光地とされてはいるものの、実際は主人公曰く「訪れる人とて少ない田舎の神社」との事。本物かどうかは不明だが、人魚のミイラが所蔵されていると言われている。住宅街からはやや離れた場所にある。
商店街
駅前にある昔ながらの商店街。電器屋や酒屋などのこじんまりとした個人商店が軒を連ねており、他に遊び場がないこともあって若者たちの溜まり場になっている。後述の夏椿もこの中にある。美幸ルートではカラオケボックスも新しくオープンしている。
夏椿（なつつばき）
太平が営む喫茶店。深緒のアルバイト先でもある。外見や内装は純和風のため、実際は甘味処に近い。田舎には珍しい今風の店で、亜樹を含めた白浜学園の生徒も多く利用している。店頭では太平の自家製アイスクリーム(（クーラーボックスには「あいすくりん」と表示されている）が振る舞われている。なお料金は250円と高めで、そのことをかなかに指摘された。入り口付近がテーブル席、奥が畳の座敷になっている。
小鳥遊邸
美幸の自宅で深緒の居候先。閑静な住宅街の一角に立つ、純和風の豪邸。かなり立派な門と中庭があり、敷地面積は門から玄関までの間だけで亜樹の自宅がまるごと入ってしまうほどの広さを誇っており、客間だけでも亜樹と百合子の部屋と慧本家の居間を合わせたくらいの広さがある。
海賓荘（かいひんそう）
町内で最も大きな老舗温泉旅館。「人魚の湯」で知られている。美幸の父親の孝志が現在のオーナー（支配人）で、母親が女将を務めている。本編の美幸の解説によれば駅からバスですぐの好立地にあり、日帰り入浴も可能。料金は高いが露天風呂付き客室も存在する。
人魚の湯
海賓荘にある露天風呂。人魚が教えたとされている。海辺に位置しており、温泉からは海や島々が一望出来る。本編中の孝志の解説によれば、温泉だけはいつの時代も変わりが無いからと言う理由から、人魚は直接この温泉に来ると言い伝えられている。
秘密の入江
海神神社の裏手にある入江。実際の名称は不明。神社の関係者以外のほとんどの人間にはその存在を知られておらず、訪れる人もほぼいない。洞窟になっており、海上に鳥居が立っている。深緒ルートの深緒の説明によれば、鳥居を抜けた先がアクア・マリナに繋がっている。
青海町（おうみちょう）
本編で何度か言及される隣町。本編で主人公とイチローがカラオケに遊びに行ったりしている。本編の主人公の独白によれば、白浜町より栄えており人口も多い。本編の松木の台詞によれば、白浜七夕祭りが行われた少し後に納涼祭が行われているが、青海町側の手違いで機材を用意出来ず、祭りが行われたばかりで機材を用意できる白浜町の商店街組合の協力を仰ぐ事になったが、最終的にはなぜか白浜町の海神神社で青海町の祭りが合同で行われる事になった。
白浜七夕祭り
亜樹の幼少期に海神神社で行われていた七夕祭り。本編の友里子の解説によれば、新暦の七夕ではなく、旧暦の七夕に合わせて行われていた。友里子によれば、神社の神主だった亜樹たちの祖父が体調を崩し、その後亡くなってしまったことや、跡を継いだ向日葵が祭りの運営の経験が無く、ノウハウもない事、近年の少子高齢化で子供の数が少なくなったため、昔ほどの盛り上がりが期待できないなどの理由から、美幸曰く数年前から行われなくなっていたが、この度復活させることが決まり、友里子がその実行委員長に選ばれることになった。
白浜学園七不思議
学園に伝わる七不思議。以下の物が知られている。
1.プールの怪魚
ある日の夜、忘れ物を更衣室に取りに来た水泳部員は、なぜか閉めたはずの鍵が開いていたプールで水音を聴く。見ると、水面に謎の魚の影が見えたというもの。特に最近になって目撃証言が増えている。向日葵が学園に通っていた頃にも同じ内容の物が目撃されている。近年の目撃証言は、夜にこっそりプールで泳いでいる深緒が目撃されたのが正体と亜樹は思った。
2.彷徨う少女
10年前のある日の授業中、とある生徒が真夏にもかかわらず、窓の外に赤い傘をさし、和服を着た少女が歩いているのを目撃する。その時は幻と思っていたが、最近になって、OBとしてその話を現在の学生にすると、1人の男子生徒が青い顔で、自分もその姿を見たと言うというもの。こちらも亜樹はかなかが正体であると思ったが、怪魚と同じく向日葵の学生時代にも同じ話が知られている。
3.二階の廊下の窓に浮かぶたくさんの手形
4.一階の女子トイレの三番目のドアのトイレの花子さん。
5.保健室の動く人体模型
6.ひとりでになる音楽室のピアノ
7.段数が増える階段
セイレン(Seiren)
海中に暮らす人魚の一族。下半身が魚で頭の両側にヒレが付いている。魚と会話することもできるらしい。名前は伝説上の生物であるセイレーンに由来。半魚人とは異なる（半魚人はセイレンにとっても架空の存在）。本編の孝志の解説によれば、小鳥遊家ではセイレンは家に幸福を運んでくれる神様とされている。同じく深緒ルートのセレナの解説によれば、セイレンはアクア・マリナの中ではいわゆる不老不死の存在でいられる。
アクア・マリナ(Aqua Marina)
セイレンたちが暮らす海中王国。現在のアクア・マリナには女性のセイレンしかいない。本編の深緒の解説によれば、住んでいる者たちの誰も王国がいつ頃からあるのかは知らないが、アクア・エアリアと呼ばれる場所から来ており、いずれは自分たちはその場所へ帰っていくであろうことは理解している。深緒ルートのセレナの解説によれば、アクア・マリナへの道は夜しか開かず、しかもスキューバダイビングが可能な最大深度30mを遥かに上回る水深約100mの地点にあるため、通常の人間では到達するのは不可能に近い。
トリトン・ハンマー(Triton Hammer)
深緒が持つアクア・マリナの秘宝である魔法の道具。代々の女王に伝えられている。ゲートボールのクラブのような形をした金属製のハンマーで、普段は小さなチョーカー型となっており深緒の首に付けられている。これを手に取ってαλλαγη（アライ）と言いながら人の頭を殴ると、相手の記憶を消すことができ、πατημασιαη（パティマシア）と唱えると人魚から人間の姿に変身できる。現在は人の記憶を消す機能だけがなぜか使えなくなっている。また、本編の深緒の解説によれば、本来はより広い使い方があり、使用者が様々な姿に変身したり、病気などを治す能力もあるが深緒はそのキーワードを知らないため、前述の2つの使用法に留まっている。「トリトン」はギリシャ神話における海の神のこと。

## 購入特典
スク水ディスク -School Swimsuit Disc-
予約キャンペーン特典。ゲーム中でヒロインたちが着ている水着がスクール水着に変化する修正パッチ。前作『ましろぼたん』の特典だった「ニーソディスク」と同系統のアイテム。
携帯クリーナー
予約キャンペーン特典。美幸のイラストが描かれた携帯電話クリーナー。
オリジナルミニドラマアルバム『Aquamarine』
初回版同梱特典。オープニングテーマ「Aqua Voice」、エンディングテーマ「Blue eyes」のショートバージョンの他、録り下ろしドラマ2話「パンツがない!」「メリー召しませ」を収録。
特製フルカラーブックレット
初回版同梱特典。販売促進イラストや、べっかんこう、はいおく、古野将士、真木八尋、大野哲也、松竜などのイラストレーターによる応援イラストを収録。
ソフトをコンパクトに収納できるDVDケース
通信販売特典。この特典については通販業務を委託されていた株式会社ブロッコリー（ゲーマーズ通信販売）により、2008年5月3日に発売されるはずだったMOONSTONEの『Clear クリスタルストーリーズ 通販テレカセット』が誤って発送されるというミスが一部で生じていた。
ドラマCD『EXTRA-DRAMA pre Prologue 〜小鳥遊美幸〜』
ソフマップ購入特典。ゲーム開始前のエピソードを美幸の視点で描いたドラマCD。収録時間は約8分。
ドラマCD『EXTRA-DRAMA pre Prologue 〜朝凪深緒〜』
メッセサンオー購入特典。上記ドラマCDの深緒バージョン。ただしCD表面には「Original Drama」としか書かれていない。

## スタッフ
- 原画：闇野ケンジ、水月悠
- シナリオ：雪村戌、小野楽園
- 音楽：Manack
- 主題歌：
  - オープニングテーマ「Aqua Voice」
  - エンディングテーマ「Blue eyes」
    - 作詞、歌：榊原ゆい
    - 作曲、編曲：藤田淳平 (Elements Garden)
      - 以上2曲とも携帯着うたフル配信サイト「アニメうた王国フル↑」にてフルバージョンがダウンロード可能
- ムービー：癸乙夜（Mju:z）、鯵乃ひらき（Mju:z）、モーリー御都、神月社（Mju:z）

## 反響
Getchu.comの美少女ゲーム大賞2008シナリオ部門ではランクインしなかったものの、シナリオ部門とボーカル部門で、それぞれの要素を評価する声が寄せられた。また、ボイス部門においても同様に、朝凪深緒役の榊原ゆいと慧本友里子役の青山ゆかりの演技を評価する声が寄せられた。